# Chris Harper
Chris Harper (Melbourne, 23 november 1994) is een Australisch wielrenner die sinds 2023 rijdt voor Team BikeExchange-Jayco.

## Carrière
In januari 2018 werd Harper, achter Alexander Edmondson en Jay McCarthy, derde in het nationale kampioenschap op de weg. Eind maart werd hij Oceanisch kampioen, door James Whelan twee seconden voor te blijven.
In 2023 maakte Harper zijn debuut in de Ronde van Frankrijk. Een jaar later nam de Australiër wederom deel, maar verliet de wedstrijd voortijdig wegens een besmetting met COVID-19.

## Overwinningen
2018
 Oceanisch kampioen op de weg, Elite
Jongerenklassement Ronde van Japan
2019
6e etappe Ronde van Japan
Eind- en jongerenklassement Ronde van Japan
4e en 5e etappe Ronde van Savoie-Mont Blanc
Eind-, punten en bergklassement Ronde van Savoie-Mont Blanc
2022
1e etappe Ronde van Spanje (TTT)
2025
20e etappe Ronde van Italië

## Resultaten in voornaamste wedstrijden
| Jaar | Ronde van Italië | Ronde van Frankrijk | Ronde van Spanje |
| ---- | ---------------- | ------------------- | ---------------- |
| 2020 | opgave           |                     |                  |
| 2021 |                  |                     |                  |
| 2022 |                  |                     | 33e              |
| 2023 |                  | 16e                 |                  |
| 2024 |                  | opgave              | opgave           |
| 2025 | 23e (1)          |                     |                  |

| Jaar | Luik-Bast.‑Luik | Ronde van Lombardije | Clásica San Sebastián |
| ---- | --------------- | -------------------- | --------------------- |
| 2020 |                 | 73e                  |                       |
| 2021 |                 | opgave               | 100e                  |
| 2022 |                 | 78e                  | 42e                   |
| 2023 |                 | 17e                  | 18e                   |
| 2024 |                 |                      | opgave                |
| 2025 | 42e             |                      | 34e                   |

## Ploegen
- 2016 –  State of Matter MAAP (tot 15-7)
- 2017 –  IsoWhey Sports SwissWellness
- 2018 –  Bennelong SwissWellness Cycling Team
- 2019 –  Team BridgeLane
- 2020 –  Team Jumbo-Visma
- 2021 –  Team Jumbo-Visma
- 2022 –  Team Jumbo-Visma
- 2023 –  Team BikeExchange-Jayco
- 2024 –  Team Jayco AlUla
- 2025 –  Team Jayco AlUla

Bayly · Bowden · Christie-Johnson · Cooper · Crome · Davids · Elliott · Freiberg · Giacoppo · Harper · Lake · Lea · Porter · Roe · D. Sunderland · S. Sunderland · Toovey · Von Hoff · Ward
Van Aert · Bennett · Bouwman · De Plus · Dumoulin · Eenkhoorn · Foss · Gesink · Groenewegen · Harper · Hofstede · Jansen · Kruijswijk · Kuss · Leezer · Lindeman · Martens · Martin · Pfingsten · Roglič   · Roosen · Teunissen · Tolhoek · Van der Hoorn · Van Emden · Vingegaard · Wynants
Van Aert · Affini · Bennett · Bouwman · Dekker · van Dijke (vanaf 5 september) · Dumoulin · Eenkhoorn · Van Emden · Foss · Gesink · Groenewegen · Harper · Hofstede · Van Hooydonck · Kooij (vanaf 18 februari) · Kruijswijk · Kuss · Leemreize · Martens (t/m 30 mei) · Martin · Oomen · Pfingsten · Roglič   · Roosen · Teunissen · Tolhoek · Vingegaard · Wynants (t/m 4 april)
Affini · Benoot · Bouwman · Dekker · Dennis · Dumoulin (tot 15/8) · Eenkhoorn · Foss   · Gesink · Harper · Hessmann · Hofstede · Kooij · Kruijswijk · Kuss · Laporte · Leemreize · Oomen · Roglič   · Roosen · Teunissen · Vader · Van Aert · Van der Sande · M. van Dijke · T. van Dijke · Van Emden · Van Hooydonck · Vingegaard · Gloag (stagiair)
Balmer · Berhe · Colleoni · Craddock · De Marchi · Dunbar · Durbridge · Engelhardt · Grmay · Groenewegen · Hamilton · Harper · Hepburn · Jansen · Juul-Jensen · Maas · Matthews · Mezgec · O'Brien · Peña · Porter · Pöstlberger · Quick · Reinders · Scotson · Sobrero · Stewart · Štybar · Yates · Zana · Jørgensen (stagiair) · McKenzie (stagiair)
Berhe · Craddock · De Marchi · De Pretto · Dunbar · Durbridge · Engelhardt · Ewan · Foldager · Groenewegen · Hamilton · Harper · Hepburn · Jansen · Juul-Jensen · Maas · Matthews · Mezgec · O'Brien · Peña · Plapp · Porter · Quick · Reinders · Schmid · Scotson · Stewart · Walscheid · Yates · Zana